# Джон Девід Джексон
Джон Девід Джексон (англ. John David Jackson; 17 травня 1963, Денвер) — американський професійний боксер, чемпіон світу за версіями WBO (1988—1990, 1990—1993) у першій середній вазі і WBA (1993—1994) у середній вазі.

## Професіональна кар'єра
Дебютував на профірингу 1984 року. 8 грудня 1988 року, маючи рекорд 17-0, вийшов на бій за титул чемпіона світу за версією WBO у першій середній вазі проти ексчемпіона світу за версією WBC Лупе Аквіно (Мексика). Мексиканець відмовився від продовження бою після сьомого раунду. Здобувши перемогу технічним рішенням, Джексон став першим чемпіоном WBO у першій середній вазі.
В першому захисті здобув перемогу технічним нокаутом над співвітчизником Стівом Літтлом. 17 лютого 1990 року бій Джексона з Мартіном Камара (Франція) у Шатійон був зупинений в одинадцятому раунді і визнаний таким, що не відбувся, через помилкові рішення рефері, а титул чемпіона був визнаний вакантним.
23 жовтня 1990 року Джон Девід Джексон вдруге завоював титул чемпіона WBO, здобувши впевнену перемогу одностайним рішенням суддів над Крісом Паєтт (Велика Британія). Здобувши після цього сім перемог поспіль, у тому числі в трьох захистах, 1993 року Джексон звільнив титул у зв'язку з переходом до наступної категорії.
1 жовтня 1993 року вийшов на бій за титул чемпіона світу за версією WBA у середній вазі проти співвітчизника Реджі Джонсона і здобув перемогу одностайним рішенням. Та 6 травня 1994 року Джексона позбавили титулу за участь у нетитульному бою без дозволу WBA. 10 грудня 1994 року Джексон вийшов на бій проти Хорхе Фернандо Кастро (Аргентина), який заволодів вакантним титулом WBA. Напружений поєдинок двох приблизно рівних за силою та майстерністю бійців проходив з перемінною перевагою. В дев'ятому раунді американець затис аргентинця біля канатів, викидаючи велику кількість ударів. Чемпіон у відповідь завдав точного лівого бокового удару, і претендент опинився у нокдауні. Джексон підвівся і продовжив бій, та Кастро знов збив його з ніг. Після відліку рефері і продовження бою Кастро втретє надіслав суперника в нокдаун, після чого рефері просигналізував про зупинку бою. Бій між Джоном Девід Джексоном і Хорхе Фернандо Кастро був визнаний боєм 1994 року за версією журналу «Ринг».